# Алп Маритим
Алп Маритим (на френски: Alpes-Maritimes, „Морски Алпи“) е департамент в регион Прованс-Алпи-Лазурен бряг, югоизточна Франция. Образуван е през 1860 година, когато към Франция е присъединено Графство Ница, като освен него включва и дотогавашната североизточна част на департамента Вар. Площта му е 4299 km², а населението – 1 079 100 души (2009). Административен център е град Ница.